# Pablo Trigueros Estrada
Pablo Trigueros Estrada (nascut el 4 de març de 1993) és un futbolista espanyol que juga com a defensa central al Nàstic de Tarragona.

## Carrera de club
Nascut a Herreruela de Oropesa, Toledo, Castella-la Manxa, Trigueros es va formar al planter de l'Atlètic de Madrid. Durant les seves tres primeres temporades, va alternar entre els equips C i B a Tercera Divisió i Segona Divisió B, respectivament.
L'agost de 2015, Trigueros es va incorporar a l'Arandina CF a la tercera divisió. El juliol de 2017, després de patir el descens, va passar a l'equip de lliga Rápido de Bouzas.
L'11 de juny de 2018, Trigueros va fitxar per la SD Ponferradina, encara a la segona divisió B. Va ser titular habitual durant la temporada, i va contribuir amb un gol en 29 partits, mentre l'equip va tornar a Segona Divisió després de tres anys.
Trigueros va fer el seu debut professional el 18 d'agost de 2019, començant com a titular i marcant el primer gol en una derrota per 1-3 fora de casa contra el Cádiz CF. Va deixar el club després que el seu contracte expirés el juliol del 2020 i va signar un contracte d'un any amb el CD Mirandés de segona divisió l'1 d'octubre.
El 6 de juliol de 2021, després de participar amb poca regularitat, Trigueros va fitxar pel Deportivo de La Corunya a Primera Divisió RFEF. Va continuar en la mateixa categoria els anys següents, amb els equips Cultural y Deportiva Leonesa i Gimnàstic de Tarragona.

## Vida personal
El cosí i l'oncle de Trigueros, tots dos anomenats Manuel, són també futbolistes, en la posició de migcampista. L'oncle va jugar a segona divisió amb el Granada CF, mentre que el més jove ha tingut una llarga carrera a la Lliga amb el Vila-real CF.